# Badminton 1925
Höhepunkte des Badmintonjahres 1925 waren die All England, die Irish Open und die Scottish Open.
==Internationale Veranstaltungen ==
| Veranstaltung | Herreneinzel       | Dameneinzel      | Herrendoppel                       | Damendoppel                           | Mixed                          |
| ------------- | ------------------ | ---------------- | ---------------------------------- | ------------------------------------- | ------------------------------ |
| All England   | Frank Devlin       | Margaret Stocks  | Herbert Uber Arthur Kenneth Jones  | Margaret Rivers Tragett Hazel Hogarth | Frank Devlin Kitty McKane      |
| Irish Open    | G. S. B. Mack      | Margaret Tragett | G. S. B. Mack R. A. J. Goff        | A. M. Head M. Homan                   | G. S. B. Mack Margaret Tragett |
| Scottish Open | George Alan Thomas | Margaret Tragett | George Alan Thomas Herbert S. Uber | Margaret Tragett Marjorie Barrett     | Herbert S. Uber Marian Horsley |